# قائمة المنابع الضوئية

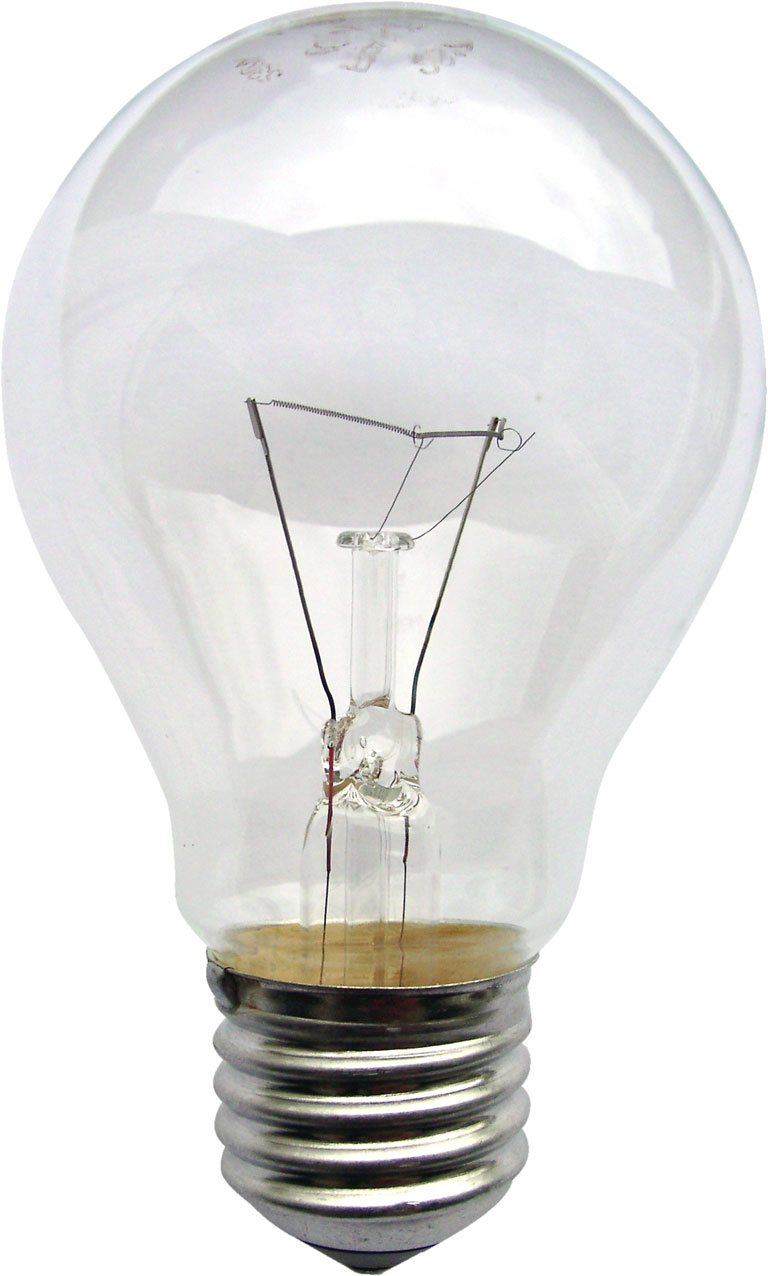
المصباح المنزلي المألوف

هذه قائمة بالمنابع الضوئية، تتضمن المنابع الطبيعية والاصطناعية.

## منابع ضوئية طبيعية
- الأجرام السماوية
- شعاع الشمس
- ضوء القمر
- النيازك / وابل الشهب
- النجوم
- عنقود نجمي
- المجرات
- النجوم الزائفة
- السديم
- قرص مزود
- ضيائية حيوية
- حباحب/سراج الليل (w:en:Arachnocampa and w:en:Phengodidae) و اليراعة
- w:en:Aequorea victoria (أحد أنواع قناديل البحر)
- كريل قطبي جنوبي
- Lux operon (بكتريا بحرية شائعة)
- فوكسفيري
- البرق
- الشفق القطبي
- ضيائية إحتكاكية w:Triboluminescence
- ماغما
- البلازما

## منابع ضوئية كيميائية
- ضيائية كيميائية، (العصا المتوهجة/w:en:Lightstick)
- المواد الفلورية
- ضيائية فسفورية فسفورية

## منابع ضوئية تعتمد على الاحتراق
- مصباح أرغاند/w:en:Argand lamp
- وميض الأرغون/w:en:Argon flash
- مصباح الكربيد /Acetylene/Carbide lamps
- مصباح بيتي /w:en:Betty lamp
- مصباح الدهن/w:en:Butter lamp
- الشموع
- النار
- مسحوق وماض/مسحوق الفلاش
- إضاءة غازيةw:en:Gas lighting
- كيس الغاز/w:en:Gas mantle
- مصباح الكيروسين/مصباح الكيروسين
- المشكاة/فانوس
- نور الكلس/w:en:Limelight
- مصباح زيتي/مصباح زيتي
- ضوء الأسل/w:en:Rushlight
- مصباح آمن/w:en:Safety lamp
  - مصباح دافي/w:en:Davy lamp
  - مصباح جيوردي/w:en:Geordie lamp
- مشعلمشعل

## منابع ضوئية كهربائية

### مصابيح متوهجة
- مصباح ذو زر كربوني/w:en:Carbon button lamp
- مصباح متوهج تقليدي/ مصباح متوهج
  - مصباح يدوي/مصباح يدوي
- مصباح هالوجين/مصباح الهالوجين
- قضيب توهجي/w:en:Globar
- مصباح نرنست/w:en:Nernst lamp

### مصابيح كهرضوئية
- صمام ثنائي باعث للضوء
- ثنائي عضوي باعث للضوء/صمام ثنائي عضوي باعث للضوء
- ثنائي بوليمر باعث للضوء/صمام ثنائي عضوي باعث للضوء
- w:en:Solid-state lighting
- مصباح ثنائي باعث للضوء/w:en:LED lamp
- w:en:Electroluminescent sheet
- أسلاك كهرضوئية/w:en:Electroluminescent wire

### مصابيح تفريغ الغاز
- مصباح فلوري/مصباح فلوريسنت

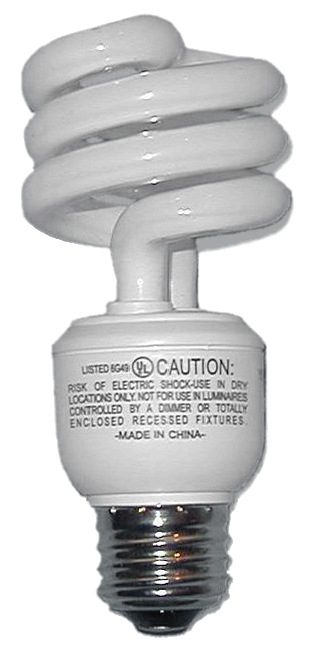
A standard household مصباح فلوري مدمج.

  - مصباح فلوري مدمج/مصباح فلوري مدمج
  - ضوء أسود/ضوء أسود
- مصباح لا مسروي/Inductive lighting
- مصباح المهبط المجوف/w:en:Hollow cathode lamp
- مصباح النيون/مصباح نيون
- كرة البلازما
- مصباح زينون الوهاج/w:en:Xenon flash lamp

#### مصابيح تفريغ عالية الشدة
- w:en:Ceramic discharge metal halide lamp
- Hydrargyrum medium-arc iodide (HMI) lamps
- مصباح تفريغ زئبقي/مصباح بخار الزئبق
- مصباح هاليد معدني/w:en:Metal halide lamp
- مصباح بخار الصوديوم/مصباح بخار الصوديوم
- مصباح قوس زينون/w:en:Xenon arc lamp
- مصباح كبريتي/w:en:Sulfur lamp

## مصابيح نووية
- طلاء مضيء إشعاعيًا ضيائية إشعاعية تستخدم خاصة في تدريجات الساعات.
- إضاءة ذاتية الطاقة/إضاءة التريتيوم.

## أنواع أخرى من المصابيح
- إشعاع الجسم الأسود/إشعاع الجسم الأسود
- إشعاع الكبح/أشعة انكباح
- إشعاع شيرنكوف
- إشعاع سيكلوتروني
- جهاز الانصهار النووي/قدرة اندماجية (فلك)
- ليزر، ثنائي ليزري/ليزر أشباه الموصلات
- ضيائية صوتية/ضيائية صوتية
- ليف ضوئي/ليف بصري
- منبع ضوئي سنكتروني/إشعاع سنكروتروني، اقرأ أيضًا إشعاع سنكتروني
- ومضان/وميض
- w:en:Supercontinuum
- ضوء حيوي
- w:en:Glowsticks
- مصباح تسمير/ w:en:Tanning lamp

## اقرأ أيضًا
- علم قياس الضوء
- مقياس الطيف مطياف
- البروتينات الفلورية الخضراء
- ضوء بارد
- ضيائية حيوية
- ضيائية فسفورية
- بحر محترق
- حشرات مضيئة
- مصابيح الإضاءة .

## وصلات خارجية
- متحف تقنية المصابيح الكهربائية